# Shady Records
Shady Records este o casă de discuri americană fondată de rapperul Eminem și de managerul său Paul Rosenberg, după lansarea de succes a albumului The Slim Shady LP al lui Eminem în 1999.
Shady a cunoscut momente pozitive când a făcut parte din turneele de succes Anger Management la nivel mondial și, în 2006, a lansat un album pe care își prezintă lista - Eminem Presents: The Re-Up . De asemenea, Shady Records a creat coloana sonoră a filmului 8 Mile în care apare Eminem și care a avut ca melodie principală single-ul „Lose Yourself”. Cântecul a devenit primul cântec hip-hop care a primit un premiu Oscar pentru cea mai bună melodie originală.
Are în prezent contracte semnate, printre alții, cu Eminem, Westside Boogie, Grip și Ez Mil, în timp ce printre fostele trupe se numără D12, Obie Trice, 50 Cent, DJ Green Lantern, Stat Quo, Bobby Creekwater, Cashis, Bad Meets Evil, Slaughterhouse, Yelawolf, Griselda, Westside Gunn și Conway the Machine.

## Artiști

### Contracte din prezent
| Artist          | Anul semnării contractului | Lansări |
| --------------- | -------------------------- | ------- |
| Eminem          | Fondator                   | 10      |
| Westside Boogie | 2017                       | 2       |
| Grip            | 2021                       | 1       |
| Ez Mil          | 2023                       | 1       |

### Foști artiști
| Artist             | Anii contractului cu casa de discuri | Lansări |
| ------------------ | ------------------------------------ | ------- |
| D12                | 2000–2018                            | 2       |
| Obie Trice         | 2001–2008                            | 2       |
| 50 Cent            | 2002–2014                            | 5       |
| DJ Green Lantern   | 2002–2005                            | —       |
| Stat Quo           | 2003–2008                            | —       |
| Bobby Creekwater   | 2005–2009                            | —       |
| Cashis             | 2006–2011                            | 1       |
| Bad Meets Evil     | 2011–2015                            | 1       |
| Slaughterhouse     | 2011–2018                            | 1       |
| Yelawolf           | 2011–2019                            | 4       |
| Griselda           | 2017–2020                            | 1       |
| Westside Gunn      | 2017–2020                            | 1       |
| Conway the Machine | 2017–2022                            | 1       |

## Discografie
Următoarea listă este a tuturor albumelor lansate prin Shady Records și distribuite de Interscope Records. Orice casă de discuri adițională implicată este specificată.

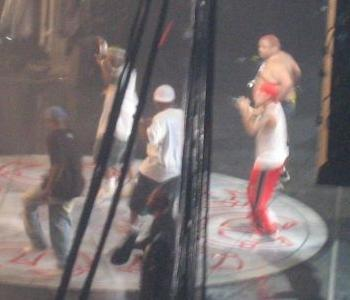
Colectivul de rap D12 al lui Eminem a lansat două albume cu casa de discuri

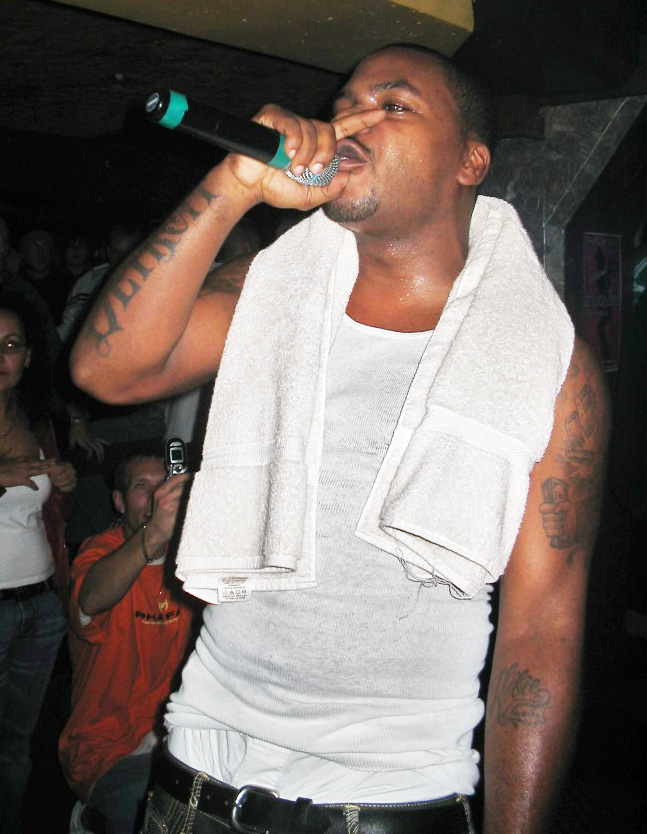
Obie Trice a lansat două albume cu casa de discuri, înainte de a părăsi Shady în 2008.

### Albume de studio
| Artist             | Album                                              | Detalii                                                                                  |
| ------------------ | -------------------------------------------------- | ---------------------------------------------------------------------------------------- |
| D12                | Devil's Night                                      | - Released: June 19, 2001 - Chart position: #1 U.S. - certificare RIAA: Platinum         |
| Eminem             | The Eminem Show(released with Aftermath)           | - Released: May 26, 2002 - Chart positions: #1 U.S. - certificare RIAA: Diamond          |
| 50 Cent            | Get Rich or Die Tryin'(released with Aftermath)    | - Released: February 6, 2003 - Chart position: #1 U.S. - certificare RIAA: 9× Platinum   |
| Obie Trice         | Cheers                                             | - Released: September 23, 2003 - Chart position: #5 U.S. - certificare RIAA: Gold        |
| D12                | D12 World                                          | - Released: April 27, 2004 - Chart position: #1 U.S. - certificare RIAA: 2× Platinum     |
| Eminem             | Encore(released with Aftermath)                    | - Released: November 12, 2004 - Chart positions: #1 U.S. - certificare RIAA: 5× Platinum |
| 50 Cent            | The Massacre(released with Aftermath)              | - Released: March 3, 2005 - Chart position: #1 U.S. - certificare RIAA: 6× Platinum      |
| Obie Trice         | Second Round's on Me                               | - Released: August 15, 2006 - Chart position: #8 U.S. - certificare RIAA: —              |
| 50 Cent            | Curtis(released with Aftermath)                    | - Released: September 11, 2007 - Chart position: #2 U.S. - certificare RIAA: Platinum    |
| Eminem             | Relapse(released with Aftermath)                   | - Released: May 19, 2009 - Chart positions: #1 U.S. - certificare RIAA: 3× Platinum      |
| 50 Cent            | Before I Self Destruct(released with Aftermath)    | - Released: November 9, 2009 - Chart position: #5 U.S. - certificare RIAA: Gold          |
| Eminem             | Recovery(released with Aftermath)                  | - Released: June 18, 2010 - Chart positions: #1 U.S. - certificare RIAA: 8× Platinum     |
| Yelawolf           | Radioactive                                        | - Released: November 21, 2011 - Chart position: #27 U.S. - certificare RIAA: —           |
| Slaughterhouse     | Welcome to: Our House                              | - Released: August 28, 2012 - Chart position: #2 U.S. - certificare RIAA: —              |
| Eminem             | The Marshall Mathers LP 2(released with Aftermath) | - Released: November 5, 2013 - Chart positions: #1 U.S. - certificare RIAA: 4× Platinum  |
| Yelawolf           | Love Story(released with Slumerican)               | - Released: April 21, 2015 - Chart positions: #3 U.S. - certificare RIAA: Gold           |
| Yelawolf           | Trial by Fire(released with Slumerican)            | - Released: October 27, 2017 - Chart positions: #42 U.S. - certificare RIAA: —           |
| Eminem             | Revival(released with Aftermath)                   | - Released: December 15, 2017 - Chart positions: #1 U.S. - certificare RIAA: Platinum    |
| Eminem             | Kamikaze(released with Aftermath)                  | - Released: August 31, 2018 - Chart positions: #1 U.S. - certificare RIAA: Platinum      |
| Westside Boogie    | Everythings for Sale                               | - Released: January 25, 2019 - Chart positions: #28 U.S. - certificare RIAA: —           |
| Yelawolf           | Trunk Muzik 3(released with Slumerican)            | - Released: March 29, 2019 - Chart positions: #28 U.S. - certificare RIAA: —             |
| Griselda           | WWCD(released with Griselda)                       | - Released: November 29, 2019 - Chart positions: —                                       |
| Eminem             | Music to Be Murdered By(released with Aftermath)   | - Released: January 17, 2020 - Chart positions: #1 U.S. - certificare RIAA: Platinum     |
| Westside Gunn      | Who Made the Sunshine(released with Griselda)      | - Released: October 2, 2020 - Chart positions: —                                         |
| Grip               | I Died for This!?(released with Stray Society)     | - Released: August 27, 2021 - Chart positions: —                                         |
| Conway the Machine | God Don't Make Mistakes(released with Griselda)    | - Released: February 25, 2022 - Chart positions: #175 U.S. - certificare RIAA: —         |
| Westside Boogie    | More Black Superheroes                             | - Released: June 17, 2022 - Chart positions: —                                           |
| Ez Mil             | DU4LI7Y: Redux(released with Aftermath)            | - Released: August 11, 2023 - Chart positions: —                                         |

### Compilații - albume
| Artist          | Album                                           | Detalii                                                                                  |
| --------------- | ----------------------------------------------- | ---------------------------------------------------------------------------------------- |
| Various Artists | 8 Mile                                          | - Released: October 29, 2002 - Chart position: #1 U.S. - RIAA certification: 6× Platinum |
| Eminem          | Curtain Call: The Hits(released with Aftermath) | - Released: December 6, 2005 - Chart positions: #1 U.S. - RIAA certification: Diamond    |
| Various Artists | Eminem Presents: The Re-Up                      | - Released: December 5, 2006 - Chart position: #2 U.S. - RIAA certification: Platinum    |
| Various Artists | Shady XV                                        | - Released: November 24, 2014 - Chart positions: #3 U.S. - RIAA certification: Gold      |
| Various Artists | Southpaw                                        | - Released: July 24, 2015 - Chart positions: #5 U.S. - RIAA certification: —             |
| 50 Cent         | Best of 50 Cent(released with Aftermath)        | - Released: March 31, 2017 - Chart position: #119 U.S. - RIAA certification: —           |
| Eminem          | Curtain Call 2(released with Aftermath)         | - Released: August 5, 2022 - Chart positions: #6 U.S. - RIAA certification: —            |

### Extended plays
| Artist         | Album               | Detalii                                                                        |
| -------------- | ------------------- | ------------------------------------------------------------------------------ |
| Cashis         | The County Hound EP | - Released: May 22, 2007 - Chart position: #106 U.S. - RIAA certification: —   |
| Bad Meets Evil | Hell: The Sequel    | - Released: June 14, 2011 - Chart position: #1 U.S. - RIAA certification: Gold |

### Mixtape-uri
| Artist           | Album                                       | Detalii                      |
| ---------------- | ------------------------------------------- | ---------------------------- |
| DJ Green Lantern | Invasion                                    | - Released: 2002             |
| DJ Green Lantern | Invasion Part 2: Conspiracy Theory          | - Released: 2003             |
| DJ Green Lantern | Invasion Part 3: Countdown to Armageddon    | - Released: 2004             |
| Bobby Creekwater | Anthem 2 Da Streets                         | - Released: 2005             |
| Stat Quo         | The Prequel to Statlanta                    | - Released: 2006             |
| Bobby Creekwater | Anthem 2 Da Streets II                      | - Released: 2007             |
| Slaughterhouse   | On the House                                | - Released: August 19, 2012  |
| Yelawolf         | Trunk Muzik Returns                         | - Released: March 14, 2013   |
| Yelawolf         | Black Fall                                  | - Released: October 31, 2013 |
| Slaughterhouse   | House Rules                                 | - Released: May 21, 2014     |
| Grip             | 5 & A Fuck You(released with Stray Society) | - Released: October 4, 2022  |